# Afritz am See
Afritz am See (szlovénül Zobrce) osztrák község Karintia Villachvidéki járásában. 2016 januárjában 1432 lakosa volt. 

## Elhelyezkedése

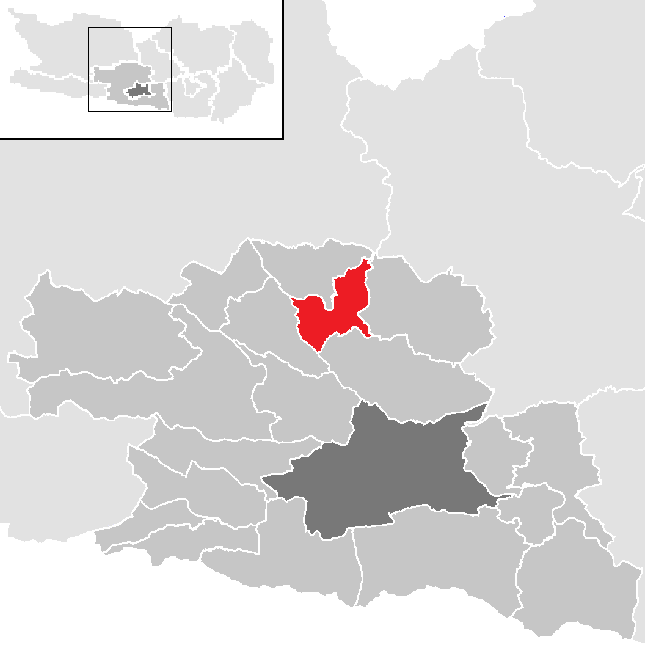
Afritz am See a Villachvidéki járásban

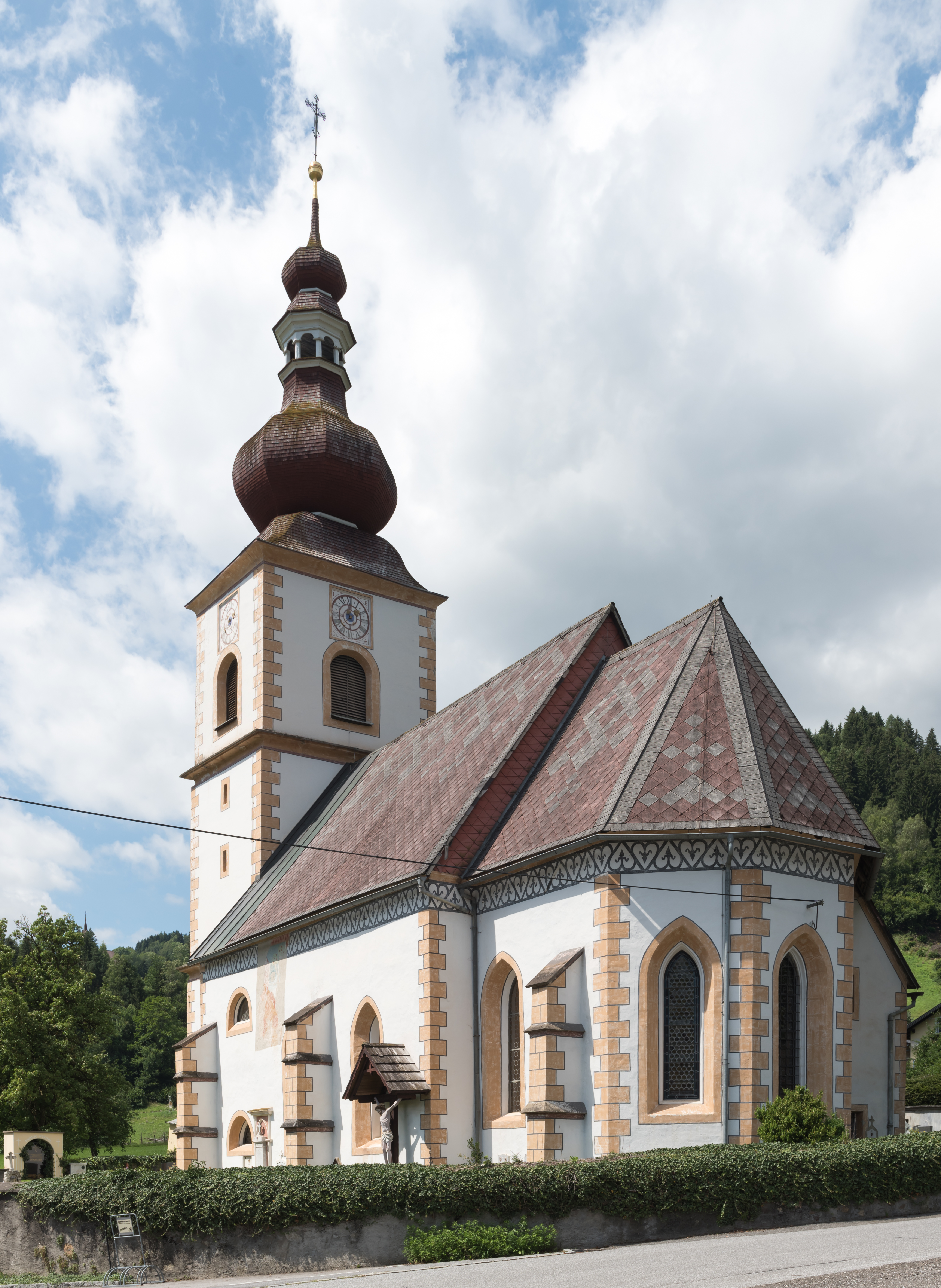
A katolikus templom

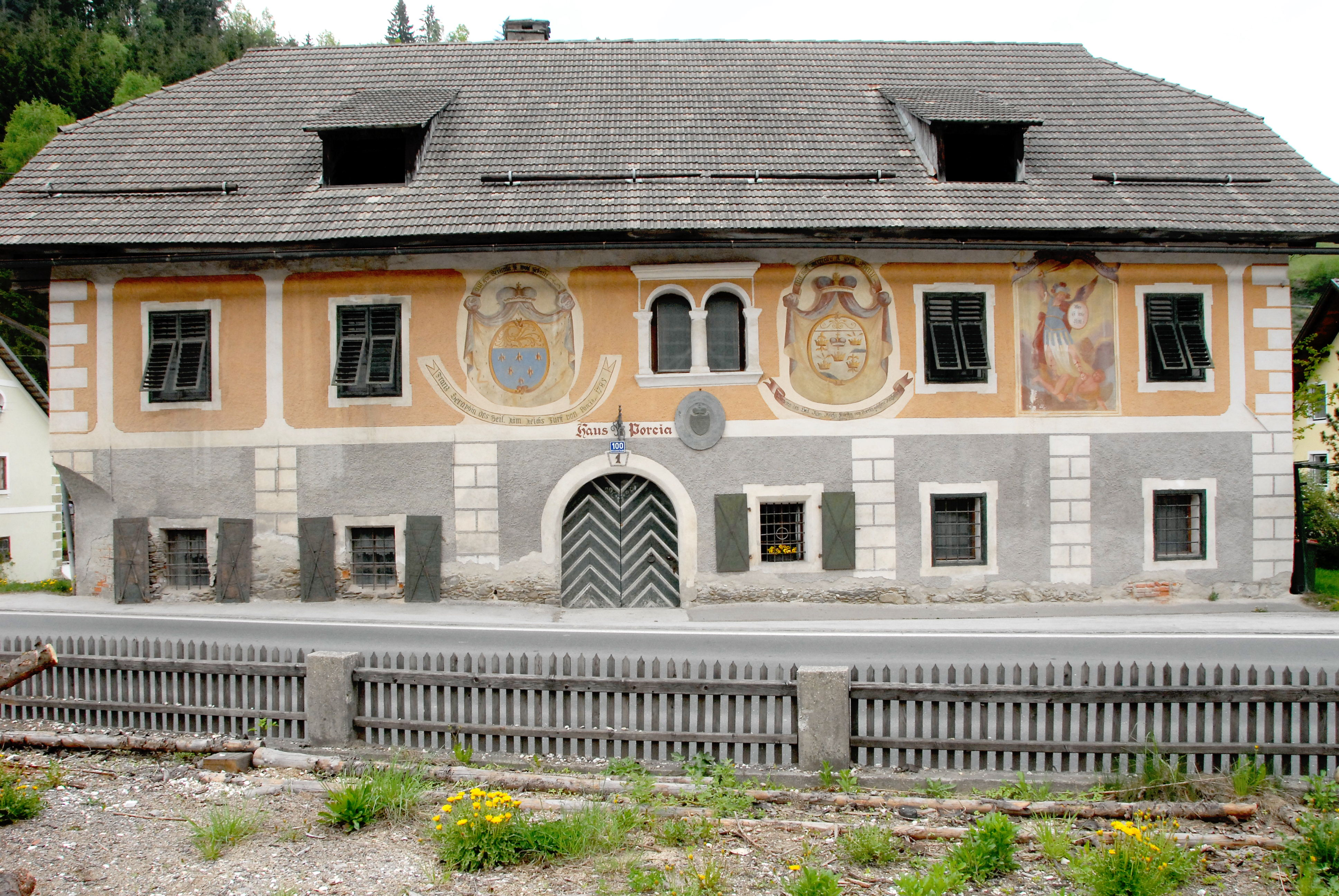
A Porcia-ház

Afritz am See Karintia középső részében fekszik, a Gurktali-Alpok Gegendtal völgyében, a 48 hektáros Afritzi-tó déli partján. Az önkormányzat 11 falut és egyéb települést fog össze: Afritz (327 lakos), Afritz am See (17), Berg ob Afritz (81), Gassen (114), Kraa (289), Lierzberg (167), Möderboden (0), Scherzboden (314), Tassach (25), Tauchenberg (18), Tobitsch (91).
A környező települések: északra Feld am See, keletre Arriach, délre Treffen am Ossiacher See, nyugatra Fresach. 

## Története
A Gegendtal csak a középkor közepe táján népesült be; a völgy napsütötte oldaláról 1300 körül irtották ki az erdőt. A Gegend megnevezést 1308-ban, Afritz nevét 1450-ben írták le először. A falu Szt. Miklósnak szentelt templomát 1516-ban említik először. 
A középkor végétől az ortenburgi grófsághoz tartozott és saját törvényszékkel rendelkezett. A napóleoni háborúk alatt a francia megszállás idején a villachi bírósági kerülethez csatolták. 
1973-ban Afritz önkormányzatát egyesítették a szomszédos Feld am See-ével. 1991-ben ismét önállóvá vált, 2000-ben pedig átnevezték Afritz am See-re (bár a tó nagyobbik része Feldhez tartozik).

## Lakosság
Az afritzi önkormányzat területén 2016 januárjában 1432 fő élt, ami visszaesést jelent a 2001-es 1519 lakoshoz képest. Akkor a helybeliek 96,6%-a volt osztrák állampolgár. 57,3% evangélikusnak, 35,7% római katolikusnak, 1% mohamedánnak, 4,4% pedig felekezet nélkülinek vallotta magát. 

## Látnivalók
- az afritzi Szt. Miklós katolikus templom eredetileg késő gótikus stílusban épült, később részben átépítették. Háromszintes, barokk hagymakupolás tornya 1716-ban lett készen.
- az evangélikus templom 1980-81-ben épült
- a kálváriakápolna
- a gasseni Porcia-ház 1662-1848 között a Porcia grófok birtokában volt. Az eredetileg reneszánsz stílusú kétszintes ház homlokzata 1785-ben megújult, majd a 19. században ismét átépítették.

## Híres Sankt Stefan-iak
- Claudia Strobl (1965-) alpesi síző
- Matthias Mayer (1990-) alpesi síző, olimpiai bajnok

## Fordítás
- Ez a szócikk részben vagy egészben  az   Afritz am See című német Wikipédia-szócikk ezen változatának fordításán alapul.  Az eredeti cikk szerkesztőit annak laptörténete sorolja fel. Ez a jelzés csupán a megfogalmazás eredetét és a szerzői jogokat jelzi, nem szolgál a cikkben szereplő információk forrásmegjelöléseként.